# Madame Royale
Madame Royale war der Titel der ältesten lebenden unverheirateten Tochter des französischen Königs. Der Titel war ähnlich dem des Monsieur, der meist vom ältesten Bruder des französischen Königs getragen wurde. 
Der Titel wurde getragen von Élisabeth de Bourbon, der ältesten Tochter von Heinrich IV. Nach ihrem Tod ging der Titel über an ihre Schwester Christina.
Bekannteste Trägerin des Titels ist Marie Thérèse Charlotte de Bourbon (1778–1851), die Tochter von Ludwig XVI. Da von einer als Dunkelgräfin bekannten mysteriösen Persönlichkeit vermutet wurde, sie sei die wahre Prinzessin Marie Thérèse, wurde auch von ihr als der „Madame Royale“ gesprochen. Im britischen Königshaus gibt es den entsprechenden Titel der Princess Royal.